# 宿劫
《宿劫》（英語：Barbarian）是一部2022年美國恐怖驚悚片，由札克·克瑞格編劇兼執導，喬吉娜·坎貝爾、比爾·史柯斯嘉和賈斯汀·隆主演；電影同時也是克瑞格獨自執導的首部長片。劇情講述一名女子發現自己預訂的出租屋被一名男子意外重複預訂，深入追查後發現了住宅內的黑暗秘密。
《宿劫》2022年7月22日在聖地亞哥國際動漫展上首映，2022年9月9日在美國院線上映，由二十世紀影業發行。本片在影評界及觀眾間的口碑以正面居多，影評主要讚賞克瑞格的編導以及演員們的表現；電影的製作預算約400萬至450萬美元，全球票房收穫超過4500萬美元。

## 劇情
泰絲·馬歇爾在面試前一天晚上抵達底特律布萊特摩爾的破舊街區的一間出租屋，但卻發現房子已被另一名男子重複預訂；別無選擇下，泰絲接受對方的提議暫住一晚。起初，泰絲對這位名為基斯·托希科的男子感到不安，但仍產生了好感。當她半夜醒來時，發現臥室的門被打開，發現睡在沙發上的基斯正在做惡夢，並不小心嚇醒了對方。基斯向她保證，自己沒有碰門。
第二天早上，泰絲到城裡參加面試，但被面試她的雇主警告不要待在該區域。回到屋子時，她被一名流浪漢追進屋裡，對方大喊大叫要她離開。泰絲不小心被鎖在地下室裡，意外發現一道暗門，當中有一條隱藏的走廊並通向一個房間，裡面有攝影機、髒床墊和血手印。基斯回到屋子，將泰絲從地下室解救出來，並調查隱藏的走廊。當他沒有回來時，泰絲回到走廊並發現此處還有通往更深處的地下隧道；泰絲在隧道發現受傷的基斯，但一名赤裸的畸形女性（被命名為「母親」）現身殺死了基斯，接著襲擊了泰絲。
兩週後，房子的主人、演員亞傑·吉爾布萊因涉嫌強姦他在一部電視劇的聯合主演而被劇組解僱；亞傑迫於出售資產以支付法律費用的壓力，在出售前到底特律檢查房屋。亞傑在布萊特摩爾的這間房子找到隱藏的隧道後認為這可能會增加房屋的價值，開始嘗試對其進行測量。母親在隧道裡襲擊了亞傑，讓他掉進了一個洞裡，在此遇見了泰絲。根據一段1980年代的倒敘，房子的原主人法蘭克會綁架、強姦中意的女性，並將她們囚禁在地道中。
泰絲解釋，母親將兩人當成自己的孩子，要亞傑跟著配合。拒絕配合的亞傑被母親拖走，給他強行餵奶。泰絲趁機逃離房子到外頭，並遇見了先前的流浪漢安德烈；安德烈警告她，母親會在夜幕降臨時追來找人，此地不宜久留。母親因泰絲的逃跑而分心，令亞傑找到了一個母親拒絕接近的房間。在房裡，亞傑發現臥床不起的法蘭克，認為對方是母親的另一個受害者，而向法蘭克保證，會將這裡發生的事報警處理。但亞傑透過房間的錄影帶得知了法蘭克的變態行徑後，法蘭克用左輪手槍自殺。
泰絲帶領警察來到這所房子，但他們駁回了她的說詞並在夜幕降臨時離開。泰絲闖入屋子，取回她的車鑰匙，並用她的車撞向母親，似乎殺死了她；接著返回地下室營救亞傑，但被對方不小心用法蘭克的槍射傷。兩人逃走，發現母親已消失，決定暫時到安德烈居住的水塔避難。
安德烈向泰絲與亞傑解釋，母親是法蘭克與受害者幾名後代亂倫的產物。母親衝進來，殺死了安德烈，並追著泰絲和亞傑上了水塔。亞傑弄丟了槍，為了自救將泰絲推下水塔，讓母親跳到她身後，試圖保護她免於摔死。亞傑發現泰絲還活著，但當他試圖向泰絲解釋自己的行為時，母親復活並殺死了他。母親試圖安慰泰絲，但她用法蘭克的槍射死了母親，並在太陽升起時一瘸一拐地走在街道上。

## 演員
- 喬吉娜·坎貝爾飾演泰絲·馬歇爾（Tess Marshall）
- 比爾·史柯斯嘉飾演基斯·托希科（Keith Toshko）
- 賈斯汀·隆飾演亞傑·吉爾布萊（AJ Gilbride）
- 馬修·派翠克·戴維斯（Matthew Patrick Davis）飾演「母親」（"The Mother"）
- 李察·布雷克飾演法蘭克（Frank）
- 柯特·布朗霍勒（英语：Kurt Braunohler）飾演道格（Doug）
- 吉姆斯·巴特勒（Jaymes Butler）飾演安德烈（Andre）
- 蘇菲·索倫森（Sophie Sörensen）飾演邦妮（Bonnie）
- J·R·艾斯波西多（J.R. Esposito）飾演傑夫（Jeff）
- 凱特·尼可斯（Kate Nichols）飾演凱瑟琳（Catherine）
- 凱特·柏絲沃飾演梅莉莎（Melissa）
- 布魯克·迪爾曼（英语：Brooke Dillman）飾演阿傑之母
- 莎拉·派斯頓（英语：Sara Paxton）飾演哺乳影片的旁白／店員／梅根·麥迪斯（Megan Maddox）
- 威爾·格林伯格（Will Greenberg）飾演羅柏特（Robert）
- 札克·克瑞格（英语：Zach Cregger）飾演伊夫里特（Everett）

## 主題及分析
《宿劫》一大特色是含有性虐待和心理創傷相關的主題。Film School Rejects的歐羅拉·阿米頓（Aurora Amidon）在一篇文章中斷言電影本質上是關於「虐待的漣漪效應」，片中的亞傑（AJ）和法蘭克（Frank）屬同類人，慣於傷害女性以取悅自己。《富比士》的達尼·迪·普拉西多（Dani Di Placido）將片中的主要反派「母親」（"The Mother"，暴力、長期虐待的產物）與弗兰肯斯坦的怪物相提並論，兩者皆為「以不自然的方式來到這個世界的畸形生物，不被愛、孤立且終究令人同情。」

## 音樂
電影配樂由安娜·德魯比奇（Anna Drubich）負責作曲。她對於本片的配樂表示：「我想到一套整體怪誕、以加工過的木製樂器加上盡可能的旋味和循環來打造音景的基礎，」「我有機會為本片創造一個獨特的音樂世界，有時能是優美動人的旋律，有時能是合成器的跳動及旋味的觸動，或者可以只是一兩項與敘事相結合的調音。」德魯比奇在此前已為多部恐怖片配樂作曲，如《在黑暗中說的鬼故事》（2019年）、《狼人遊戲》（2021年）和《恐懼大街3：1666》（2021年），但她本身並不看恐怖片。德魯比奇只有三個星期的時間來為本片配樂。當導演札克·克瑞格有意在本片的配樂中包含合唱，但劇組沒有合唱團可以錄製時，德魯比奇想到將一段合唱團即興喊叫的錄音拿來當成配樂「主要基調」。
電影原聲帶共包含16首樂曲，2022年12月9日由好萊塢唱片採數位發行。
| 曲目列表 | 曲目列表       | 曲目列表 |
| 曲序     | 曲目           | 时长     |
| -------- | -------------- | -------- |
| 1.       | 房子（）       | 0:42     |
| 2.       | 可惡（）       | 0:32     |
| 3.       | 叫醒基斯（Wake Up Keith）   | 1:34     |
| 4.       | 工作面試（Job Interview）   | 2:00     |
| 5.       | 繩子別碰（Rope Nope）   | 0:59     |
| 6.       | 下隧道（Down the Tunnel）     | 3:18     |
| 7.       | 基斯的下場（Keith's End） | 0:44     |
| 8.       | 在機場（At the Airport）     | 0:48     |
| 9.       | 地下室（Basement）     | 1:43     |
| 10.      | 催眠曲（Lullaby）     | 0:56     |
| 11.      | 哺乳（）       | 2:34     |
| 12.      | 瓶子（）       | 2:50     |
| 13.      | 鈴（）         | 2:15     |
| 14.      | 離開房子（Leaving the House）   | 1:20     |
| 15.      | 筒倉（）       | 1:56     |
| 16.      | 再見（）       | 1:37     |
| 总时长： | 总时长：       | 25:48    |

## 反響

### 票房
《宿劫》在美國和加拿大的票房收穫4090萬美元，在其他地區的票房收入為450萬美元，全球總票房達4540萬美元，對比約400萬至450萬美元的製作預算，商業表現可謂成功。
在美國和加拿大，《宿劫》與《梵天神器：滅世開端》及《生活印記》一起上映，首日在2340家影院賺得390萬美元，其中包括週四晚間預映的85萬美元。《宿劫》首週票房開盤達1000萬美元，位居當週票房榜首；觀眾中有59%是男性，74%的觀眾年齡落在18至34歲之間。本片次週獲得630萬美元的票房，僅次於新片《女王》。Deadline Hollywood網站稱恐怖片通常會在次週出現65%的跌幅，但《宿劫》次週跌幅僅40%的降幅，表現可謂「相當驚人」。電影第三週在550家影院上映，票房收入480萬美元，當週票房名列第四。

### 評價
《宿劫》在影評界獲得普遍正面的評價。電影在爛番茄網站上基於201篇影評，新鮮度93%，平均得分7.5／10；該網站共識：「機智、黑色幽默且重點是可怕的很，《宿劫》為恐怖迷們帶來了一場令人毛骨悚然且始終無法預測的驚險之旅。」在Metacritic上，電影根據38位影評的打分而獲得78分（滿分100），代表「普遍好評」。據CinemaScore調查，觀眾的口碑在A+到F間的平均評分落於「C+」，而接受PostTrak調查的觀眾給予本片的好評率達七成，54%的人予以推薦。

## 外部連結
- 官方网站
- 互联网电影数据库（IMDb）上《宿劫》的资料（英文）